# Qui té por de Virginia Woolf?
Qui té por de Virginia Woolf? (títol original en anglès: Who's Afraid of Virginia Woolf?) és una pel·lícula nord-americana dirigida per Mike Nichols, estrenada el 1966, basada en l'obra teatral d'Edward Albee. Aquest film va ser doblat al català.

## Argument
George i Martha tornen d'una vesprada banyada de vi a la facultat on George ensenya i que dirigeix el pare de Martha. Han convidat una parella de nouvinguts a prendre una última copa. Un joc cruel començarà.
Una història de ferides reals i de remeis imaginats basada en l'obra d'Edward Albee.

## Adaptació
La pel·lícula és una adaptació de l'obra teatral Qui té por de Virginia Woolf? d'Edward Albee. La versió del film difereix una mica de l'obra teatral. Aquesta presenta només quatre personatges, mentre que en la pel·lícula hi ha uns altres dos caràcters menors: l'hoste d'una caravana que apareix breument i diu unes quantes paraules, i la seva muller, que serveix una safata de begudes i marxa silenciosament.
En l'obra, cada escena té lloc totalment a la casa de George i Martha. En la pel·lícula, una escena té lloc a la caravana, al pati del darrere de George i Martha, i una altra al seu cotxe. Malgrat aquestes variacions menors, tanmateix, la pel·lícula és extremadament fidel a l'obra. Els cineastes utilitzaven l'obra original com a guió cinematogràfic i, a banda de suavitzar algunes expressions (Fuck you es converteix en God damn you), tot el diàleg original roman intacte.

## Controvèrsia censora
La pel·lícula es considerava trencadora per tenir un llenguatge irreverent i d'implicació sexual no habitual en aquella època. Jack Valenti, que s'acabava de convertir en president de l'Associació del Cinema d'Amèrica (MPAA) el 1966, havia abolit els vells codis de producció. Perquè la pel·lícula s'estreni amb aprovació de l'MPAA, Warner Bros. accepta fer supressions menors de certes vulgaritats en el llenguatge. Va tenir especial cura en els anuncis del film, i li va donar l'etiqueta contingut adult. Aquest film i una altra de trencadora de Michelangelo Antonioni, Blow-Up (1966), va incitar Jack Valenti a treballar en el sistema d'índex de pel·lícules de l'MPAA, que va començar a funcionar l'1 de novembre de 1968.

## Repartiment
- Elizabeth Taylor: Martha
- Richard Burton: George
- George Segal: Nick
- Sandy Dennis: Honey

## Premis i nominacions

### Premis
- 1967: Oscar a la millor actriu per a Elizabeth Taylor[4]
- 1967: Oscar a la millor actriu secundària per a Sandy Dennis[4]
- 1967: Oscar a la millor fotografia per a Haskell Wexler[4]
- 1967: Oscar a la millor direcció artística per a Richard Sylbert[4]
- 1967: Oscar al millor vestuari per a Irene Sharaff[4]
- 1967: BAFTA a la millor pel·lícula
- 1967: BAFTA al millor actor estranger per a Oskar Werner
- 1967: BAFTA a la millor actriu per a Elizabeth Taylor

### Nominacions
- 1967: Oscar al millor actor per a Richard Burton[4]
- 1967: Oscar al millor actor secundari per a George Segal[4]
- 1967: Oscar al millor director per a Mike Nichols[4]
- 1967: Oscar al millor muntatge per a Sam O'Steen[4]
- 1967: Oscar a la millor banda sonora per a Alex North[4]
- 1967: Oscar a la millor pel·lícula (Ernest Lehman)[4]
- 1967: Oscar al millor so per a George Groves[4]
- 1967: Oscar al millor guió adaptat per a Ernest Lehman[4]
- 1967: Globus d'Or a la millor pel·lícula dramàtica
- 1967: Globus d'Or al millor actor dramàtic per a Richard Burton
- 1967: Globus d'Or a la millor actriu dramàtica per a Elizabeth Taylor
- 1967: Globus d'Or al millor director per a Mike Nichols
- 1967: Globus d'Or al millor guió per a Ernest Lehman
- 1967: Globus d'Or al millor actor secundari per a George Segal
- 1967: Globus d'Or a la millor actriu secundària per a Sandy Dennis
- 1967: Grammy a la millor banda sonora original escrita per pel·lícula o televisió per a Alex North